# Tyler Cheese
Tyler Cheese (Albany (Georgia), 13 de noviembre de 1996) es un jugador de baloncesto estadounidense que pertenece a la plantilla del Stade Rochelais Basket de la Pro B, la segunda categoría del baloncesto francés. Con 1,96 metros de estatura, juega en la posición de base. 

## Trayectoria deportiva

### Universidad
Durante su formación universitaria norteamericana, jugaría durante dos temporadas en Florida SouthWestern State (2016-2018) y otras dos temporadas con los Akron Zips (2018-2020) en las que promediaría 15.7 puntos y 3.2 asistencias por partido.

### Profesional
En julio de 2020 comenzaría su carrera profesional en Italia en las filas del De' Longhi Treviso de la Lega Basket Serie A, la primera categoría del baloncesto italiano.